# Eohip
Els eohips (Eohippus) són un gènere extint de mamífers perissodàctils de la família dels èquids que visqueren a Nord-amèrica durant l'Eocè. Se n'han trobat restes fòssils als Estats Units i Mèxic. Es troben a l'origen del llinatge evolutiu que acabaria conduint als cavalls. Eren animals herbívors de la mida d'un tapir. A diferència dels seus parents actuals, que presenten un sol dit completament format i diversos de vestigials, tenien quatre dits a les potes del davant i tres a les potes del darrere. El seu hàbitat natural eren les zones d'aiguamolls. Durant un temps, Eohippus fou considerat sinònim d'Hyracotherium.